# Grogolan (Dukuhseti)
Grogolan is een bestuurslaag in het regentschap Pati van de provincie Midden-Java, Indonesië. Grogolan telt 5009 inwoners (volkstelling 2010).